# Campeonato Mundial de Atletismo Sub-20 de 2021 - Marcha atlética 10000 m masculina
A prova da marcha atlética 10 km masculina do Campeonato Mundial de Atletismo Sub-20 de 2021 ocorreu no dia 21 de agosto de 2021 no Centro Esportivo Internacional Moi, em Nairóbi, no Quênia. 

## Recordes
Antes desta competição, os recordes mundiais e do campeonato nesta prova eram os seguintes:
|       | Nome              | Nacionalidade | Tempo    | Local  | Data                  |
| ----- | ----------------- | ------------- | -------- | ------ | --------------------- |
| WU20R | Viktor Burayev    | Rússia        | 38:46.40 | Moscou | 20 de maio de 2000    |
| CR    | Daisuke Matsunaga | Japão         | 39:27.19 | Eugene | 25 de julho de 2014   |
| WU20L | Amit Khatri       | Índia         | 40:40.97 | Bopal  | 27 de janeiro de 2021 |

## Medalhistas
| Ouro                     | Prata             | Bronze             |
| Heristone Wanyonyi (KEN) | Amit Khatri (IND) | Paul McGrath (ESP) |

## Cronograma
Todos os horários são locais (UTC+3).  
| Data         | Hora  | Evento |
| ------------ | ----- | ------ |
| 21 de agosto | 09:15 | Final  |

## Resultado final
A prova final foi realizada no dia 21 de agosto às 09:15. 
| Posição           | Nacionalidade            | Atleta                      | Tempo    | Notas           |
| ----------------- | ------------------------ | --------------------------- | -------- | --------------- |
| Medalha de ouro   | Heristone Wanyonyi       | Quênia                      | 42:10.84 | Recorde pessoal |
| Medalha de prata  | Amit Khatri              | Índia                       | 42:17.94 |                 |
| Medalha de bronze | Paul McGrath             | Espanha                     | 42:26.11 | Recorde pessoal |
| 4                 | Dimitri Durand           | França                      | 42:47.58 | Recorde pessoal |
| 5                 | Dmitriy Gramachkov       | Atletas Neutros Autorizados | 42:54.14 |                 |
| 6                 | Mazlum Demir             | Turquia                     | 43:01.33 |                 |
| 7                 | Mert Kahraman            | Turquia                     | 43:27.96 |                 |
| 8                 | Bryan Matías             | Guatemala                   | 43:34.02 |                 |
| 9                 | Sohail Abderahmane Aloui | Argélia                     | 43:42.87 |                 |
| 10                | Abdennour Ameur          | Argélia                     | 43:45.95 |                 |
| 11                | Mateo Romero             | Colômbia                    | 44:03.97 |                 |
| 12                | Wilson Arratia Quispe    | Bolívia                     | 44:13.18 |                 |
| 13                | Saúl Wamputsrik          | Equador                     | 44:38.04 |                 |
| 14                | Francis Erick Soto       | Peru                        | 44:47.69 |                 |
| 15                | Ahmed Chikhaoui          | Tunísia                     | 44:50.83 |                 |
| 16                | José Luis Hidalgo        | Espanha                     | 45:26.59 |                 |
| 17                | Taras Koretskyy          | Ucrânia                     | 45:34.78 |                 |
| 18                | Jaromír Morávek          | Chéquia                     | 45:44.72 |                 |
| 19                | Mykola Rushchak          | Ucrânia                     | 45:49.78 |                 |
| 20                | Pedro Dias               | Portugal                    | 46:12.47 |                 |
| 21                | Oussama Farhat           | Tunísia                     | 46:45.39 |                 |
| 22                | Emiliano Brigante        | Itália                      | DNF      |                 |
| 23                | Christian Juárez López   | México                      | DSQ      | TR54.7.5        |
| 23                | Maksim Pyanzin           | Atletas Neutros Autorizados | DSQ      | TR54.7.5        |

Legenda
| Recorde mundial       | Recorde mundial (World record)               |                       | Recorde africano                      | Recorde africano (African) |                                           | Q | Classificado por posição (Qualified) |
| Recorde do campeonato | Recorde do campeonato (Championship record)  | Recorde da América    | Recorde da América (Americas)         | q                          | Classificado por melhor tempo (Qualified) |   |                                      |
| Melhor marca do ano   | Melhor marca do ano (World leading)          | Recorde asiático      | Recorde asiático (Asian)              | DNS                        | Não largou (Did not start)                |   |                                      |
| Recorde nacional      | Recorde nacional (National record)           | Recorde europeu       | Recorde europeu (European)            | DNF                        | Não terminou (Did not finish)             |   |                                      |
| Recorde pessoal       | Recorde pessoal do atleta (Personal best)    | Recorde da Oceania    | Recorde da Oceania (Oceania)          | DSQ / DQ                   | Desclassificado (Disqualified)            |   |                                      |
| Recorde da temporada  | Recorde da temporada do atleta (Season best) | Recorde sul-americano | Recorde sul-americano (South America) | NM                         | Sem marca (No mark)                       |   |                                      |